# 주월한국군사령부
주월한국군사령부(駐越韓國軍司令部, 영어: Headquarters of Republic of Korea Forces in Vietnam (HQ ROKFV))는 베트남 전쟁에 참전하여 주둔하게 된 대한민국 국군인 주월 한국군(ROKFORV)을 지휘통제한 합동사령부였다. 1973년 6월 30일까지는 베트남 공화국의 수도 사이공(현재의 호찌민시)에 본부를 두고, 파리 평화협정 이후 철수하였다.

## 역사
1964년 통킹만 사건이 발생하고 미국과 북베트남 간 전쟁이 1965년에 발생하였다. 당시 미국은 한국을 포함한 25개국 우방국에 참전을 요구하였는데, 한국은 참전 요구를 승인하며 파병을 결정하게 된다. 당시 국무회의는 1965년 9월 22일  주 월남한국군사령부 설치령을 결의하였으며. 주월한국군사령부는 대한민국 국방부 일반 명령 제16호에 의해 1965년 9월 25일 합동참모본부에서 창설되었다. 초대 사령관은 수도사단장인 채명신 소장이 겸임했다.
1965년 10월 20일, 사령부가 베트남 공화국 사이공에 전개하였다.
1966년 6월 1일, 수도사단으로부터 제100군수사령부 "십자성"을 배속 이전받았다. 같은 해 8월 15일, 수도사단과 제9사단을 효율적으로 작전통제하기 위해 냐짱 쩐흥다이 19번지에 야전지휘소를 창설하였다. 두 개 사단 외에도 군사정보대, 통신보안대, 민사심리전중대가 배속되었다.
1968년 6월 1일, 야전지휘소가 야전사령부로 개편되었다.
1973년 3월 7일, 베트남 공화국에서 철수하여, 같은 해 6월 30일 대구광역시에서 제3야전군으로 재편성되면서 주월한국군사령부는 공식적으로 해체되었다.

## 지휘관
1. 중장 채명신; 1965년 9월 25일 ~ 1969년 4월 30일
2. 중장 이세호; 1969년 5월 1일 ~ 1973년 7월 1일

## 편성
- 본부 및 본부근무대

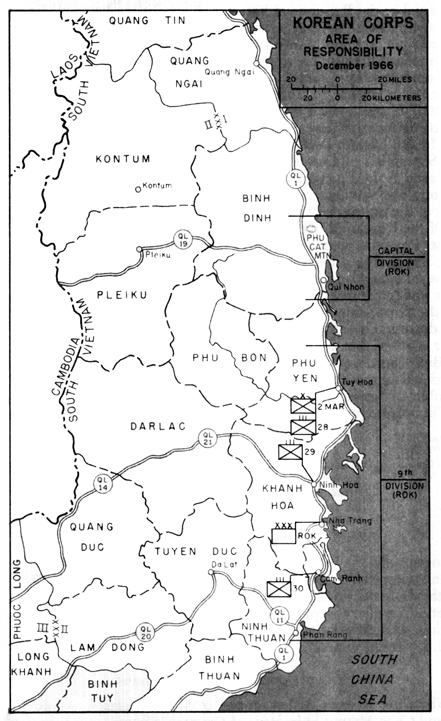
수도사단과 제9사단의 베트남에서의 전술 작전 책임 지역(TOAR)

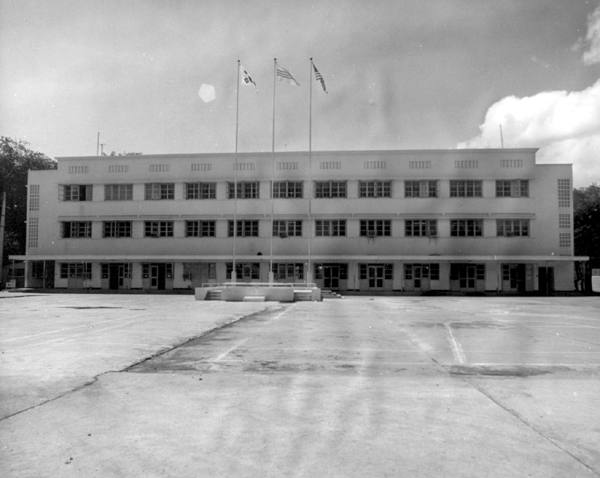
주월 야전사령부 (나짱)

- 야전사령부; 1966년 8월 15일, 설립
  -  대한민국 육군
    - 수도기계화보병사단 "맹호부대"(1965년 11월 1일 ~ 1973년 3월 8일
    - 제9보병사단 "백마부대"(1966년 8월 29일 ~ 1973년 2월 23일
      - 제1공수특전단 - 12개 팀이 각각 수도사단과 9사단에 배속되어 작전 정보 획득과 유격전 임무등 수행[10]

    - 제100군수사령부 "십자성부대"(1966년 6월 1일 ~ 1973년 3월 23일
    - 주월한국군사원조단 "비둘기부대"(1965년 3월 16일 ~ 1973년 3월 7일)[11]

  -  대한민국 해병대
    - 제2사단 "청룡" (1965년 10월 9일 ~ 1972년 1월 29일)[12]

  -  대한민국 해군
    - 해군 수송전대 "백구부대" (1966년 3월 15일 ~ 1973년 3월 12일)[13]
    - UDT - 해군 수송전대에 배속되어 함정 경비 임무 등 수행
    - LSM-609 월미
    - LSM-611 능라
    - LST-807 운봉
    - LST-808 덕봉
    - LST-812 위봉

  -  대한민국 공군
    - 제55항공수송단 "은마부대"(1967년 7월 1일 ~ 1973년 3월 15일)[14][15]
    - 비행대
    - 수송지원대
    - 전술항공지원대

## 같이 보기
- 베트남 군사원조사령부 - 미국
- 제3야전군

## 참고

### 인용
1. ↑  최용호 (2011년 2월 1일). “6: 한국군 전투부대 베트남 파병, 주월한국군사령부 창설…건군 이후 첫 파병”. 국방일보. 2021년 5월 20일에 원본 문서에서 보존된 문서. 2011년 4월 22일에 확인함.
2. ↑  “월남전 참전일지 및 통계자료 - 국방군사자료”. 2010년 11월 21일. 2023년 10월 28일에 확인함.
3. ↑  “주월 한국군사 설치”. 1965년 9월 22일. 2023년 10월 28일에 확인함.
4. ↑  “:: 대한민국고엽제전우회 ::”. 2023년 10월 28일에 확인함.
5. ↑  “화천 만남의장”. 2023년 10월 28일에 확인함.
6. ↑  대한민국월남전참전자회. “대한민국월남전참전자회”. 2023년 10월 28일에 확인함.
7. ↑  성산여대 산학협력단 (2006년 12월 1일). “주월한국군 철수”. 국가기록원. 2020년 1월 5일에 확인함.
8. ↑  백기인 (2007년 12월 1일). “3군사령부 창설”. 국가기록원. 2013년 10월 29일에 원본 문서에서 보존된 문서. 2011년 3월 26일에 확인함.
9. ↑  박경화. “[39] 노병의 독백 - 월남전쟁-주월한국군사령부 > 노병의 독백 > 국가유공자를 사랑하는 모임”. 2023년 10월 28일에 확인함.
10. ↑  “베트남전쟁시 한국군의 해·공군 및 특수작전”. 2022년 1월 27일에 원본 문서에서 보존된 문서. 2020년 10월 3일에 확인함.
11. ↑  “물어보세요! 베트남 전쟁과 한국군: 3-12) 제2차 파병(건설지원단)은 어떻게 이루어졌나?” (PDF). 국방부 국사편찬연구소. 2014년 4월 19일에 원본 문서 (PDF)에서 보존된 문서. 2011년 4월 23일에 확인함.
12. ↑  “월남전 참전일지 및 통계자료 - 국방군사자료”. 2010년 11월 21일. 2023년 10월 28일에 확인함.
13. ↑  “물어보세요! 베트남 전쟁과 한국군: 4-24) 해군수송전대(백구부대)의 활동은” (PDF). 국방부 국사편찬연구소. 2014년 4월 19일에 원본 문서 (PDF)에서 보존된 문서. 2011년 4월 23일에 확인함.
14. ↑  “물어보세요! 베트남 전쟁과 한국군: 4-25) 공군지원단(은마부대)의 작전 및 활동은?” (PDF). 국방부 국사편찬연구소. 2014년 4월 19일에 원본 문서 (PDF)에서 보존된 문서. 2011년 4월 23일에 확인함.
15. ↑  “베트남 전쟁사 - 공군지원단”. 국방부 국사편찬연구소. 2014년 4월 19일에 원본 문서에서 보존된 문서. 2014년 4월 17일에 확인함.

### 자료
- Brian T. Kim. “Republic of Korea Armed Forces in Vietnam 1964-1973” (영어). 2014년 2월 2일에 원본 문서에서 보존된 문서. 2011년 12월 22일에 확인함.
- “베트남전쟁사 - 주월한국군사령부제”. 국방부 군사편찬연구소. 2014년 4월 19일에 원본 문서에서 보존된 문서. 2014년 4월 17일에 확인함.